# Komsomolec (wyspa)
Komsomolec (ros. остров Комсомолец) – wyspa w archipelagu Ziemi Północnej, najbardziej wysunięta na północ część tego archipelagu. Zajmuje powierzchnię 9005 km² - stanowi tym samym trzecią pod względem powierzchni wyspę archipelagu po Wyspie Rewolucji Październikowej i wyspie Bolszewik. Najbardziej wysunięty na północ fragment wyspy, Przylądek Arktyczny, był miejscem, z którego wyruszało wiele wypraw arktycznych.
Najwyższy punkt wyspy wznosi się na wysokość 780 m. Około 6 tys. km², czyli 2/3 powierzchni wyspy pokrywa lodowiec, Lodowiec Akademii Nauk, stanowiący największy pod względem powierzchni lodowiec Rosji. Pozostałą część wyspy pokrywa uboga roślinność tundrowa.
Wyspa była po raz pierwszy badana przez radzieckich podróżników G. A. Uszakowa i N. N. Urwancewa w latach 1930–32. Nadali jej nazwę na cześć komsomolców, członków komsomołu – komunistycznej organizacji młodzieżowej.